# Morpho telemachus
Espèce
Morpho telemachus est une espèce d'insectes lépidoptères (papillons) qui appartient à la famille des nymphalidés, sous-famille des Morphinae, à la tribu des Morphini et au genre Morpho.

## Description
Morpho telemachus est un grand papillon. Le dessus des ailes antérieures est gris argent verdi avec une très large bordure marron noir du bord externe des ailes antérieures et postérieures pouvant même couvrir la presque totalité des ailes postérieures, et aux ailes antérieures une bande noire sur la moitié du bord costal à partir de la base.
Le revers est marron cuivré avec une ligne d'ocelles noirs pupillés de blanc et cernés d'orange, en ligne droite aux ailes antérieures et en arc de cercle aux ailes postérieures.

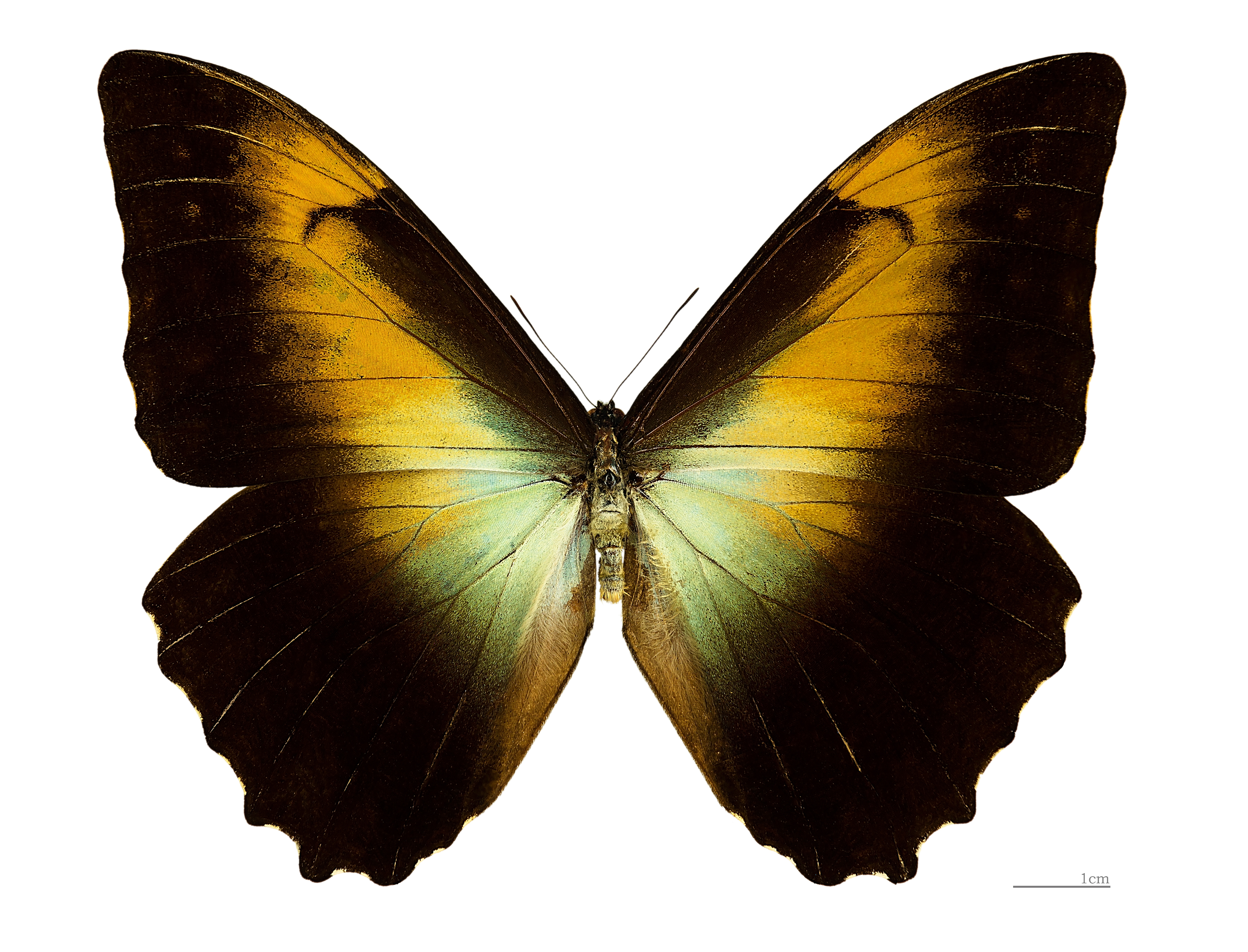
Morpho telemachus telemachus ♂
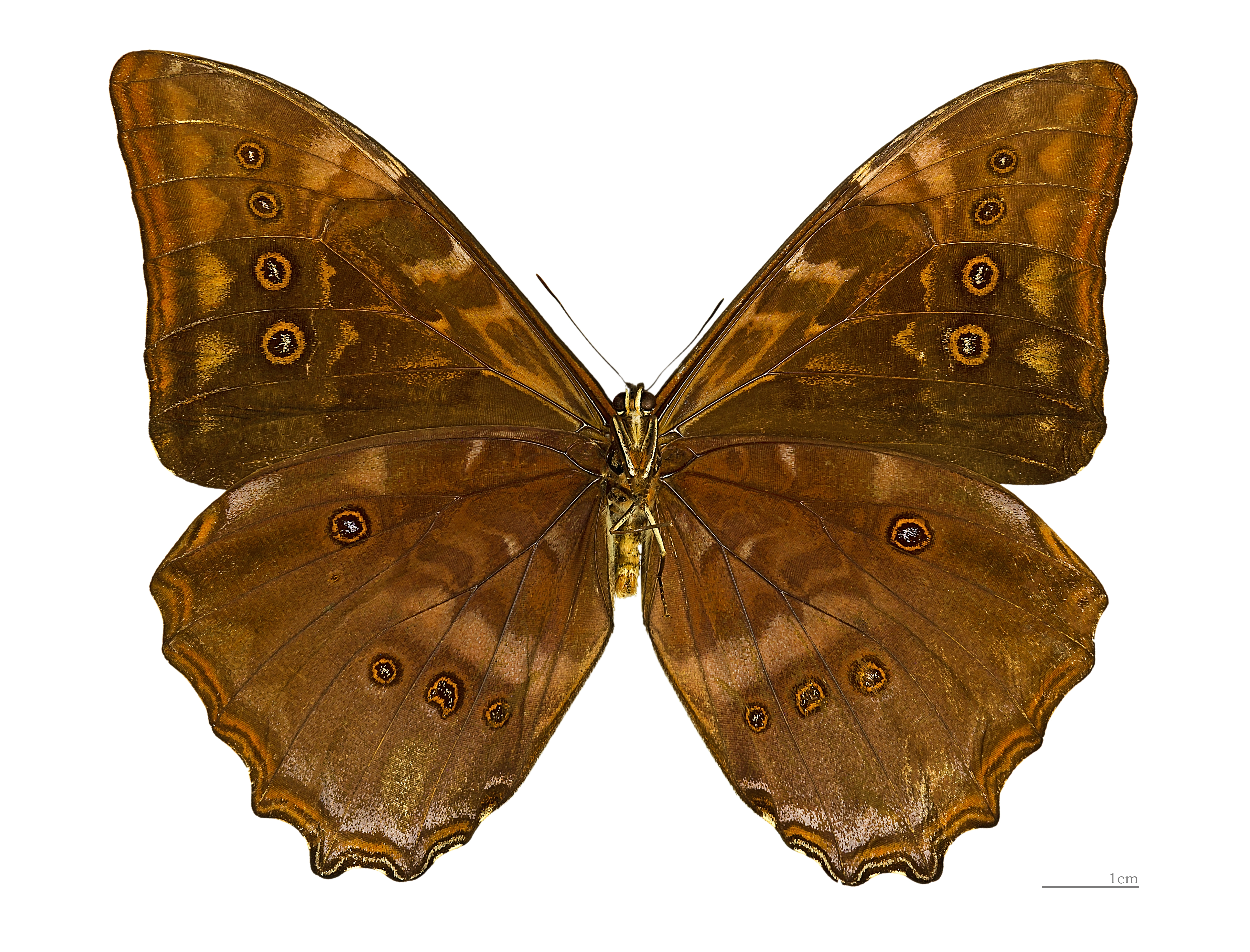
Morpho telemachus telemachus ♂△
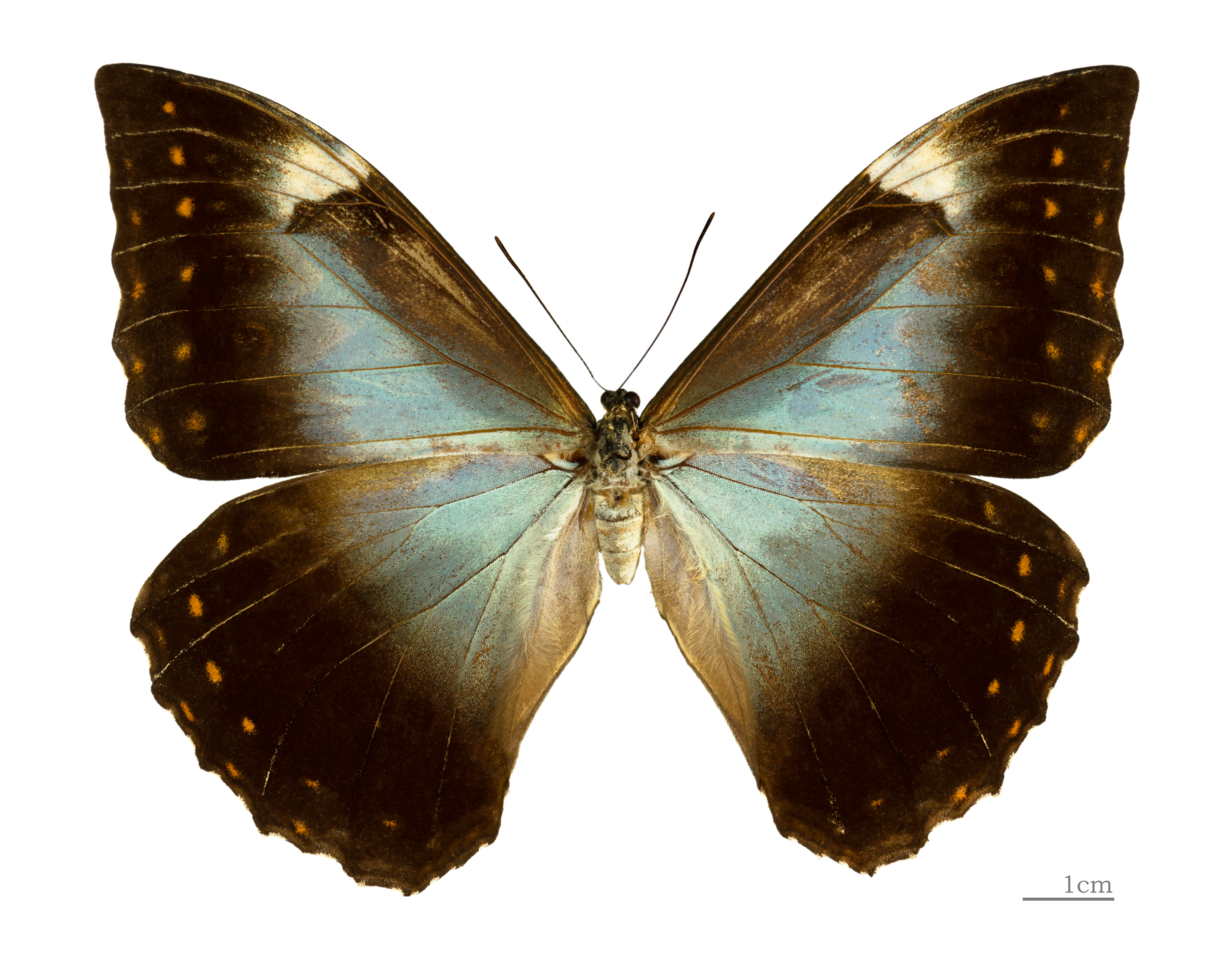
Morpho telemachus telemachus ♀
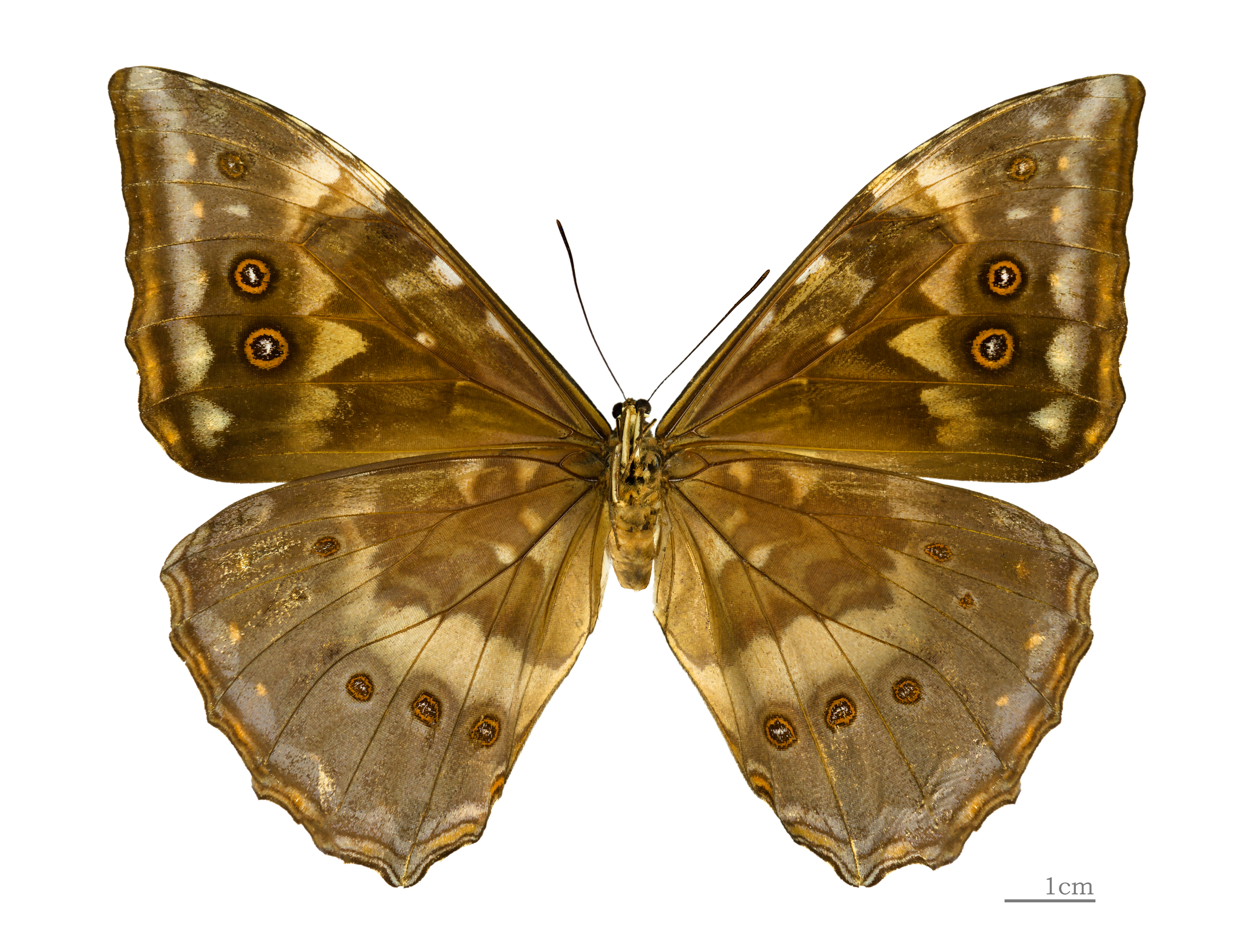
Morpho telemachus telemachus ♀△

## Écologie et distribution
Morpho telemachus est présent en Colombie, en Équateur, au Venezuela, en Bolivie, au Pérou, au Brésil, au Surinam, en Guyana et en Guyane.

## Systématique
Morpho telemachus a été décrit par le naturaliste suédois Carl von Linné en 1758 sous le nom initial de Papilio telemachus.

### Synonymie
- Papilio telemachus Linnaeus, 1758 Protonyme
- Papilio perseus Cramer, 1775 ; (preocc. Fabricius, 1775), TL: Surinam
- Papilio metellus Cramer, 1779 ; , TL: Surinam
- Leonte telemache Hübner, [1819]
- Morpho scipio C. Felder & R. Felder, 1867 ; , TL: Brésil
- Morpho crameri Kirby, 1871 ;  TL: Surinam
- Morpho perseus demararae Kaye, 1919 ; , TL: Guyana
- Morpho perseus perseus ab. ebeninus Le Moult, 1926 ; , TL: Guyane
- Morpho perseus perseus ab. aureovirescens Le Moult, 1926 ; , TL: Guyane
- Morpho perseus perseus ab. marquei Le Moult, 1926 ; , TL: Guyane
- Morpho perseus ab. pseudohecuba Le Moult, 1926 ; , TL: Guyane
- Morpho perseus ab. semiperseus Le Moult, 1926 ; , TL: Guyane
- Morpho perseus ab. pumilus Le Moult, 1926 ; , TL: Guyane
- Morpho perseus perseus ab. subscipio Le Moult, 1926 ; , TL:Guyane
- Morpho perseus perseus ab. felderi Le Moult, 1926 ; , TL:Guyane
- Morpho (Iphimedeia) f. violetta Le Moult & Réal, 1962 ; , TL: Guyane
- Morpho (Iphimedeia) f. pseudocaius Le Moult & Réal, 1962 ; , TL: Guyana
- Morpho (Iphimedeia) f. viridiaurea Le Moult & Réal, 1962 ; , TL: Venezuela

### Taxinomie
- Le nom complet est Morpho (Iphimedeia) telemachus.

Sous-espèces
- Morpho telemachus telemachus présent au Venezuela, au Surinam, en Guyana et en Guyane.
- Morpho telemachus iphiclus C. & R. Felder, 1862; présent en Colombie, en Équateur, en Bolivie, au Pérou et au Brésil.
- Morpho telemachus lilianae Le Moult, 1927; présent au Venezuela.

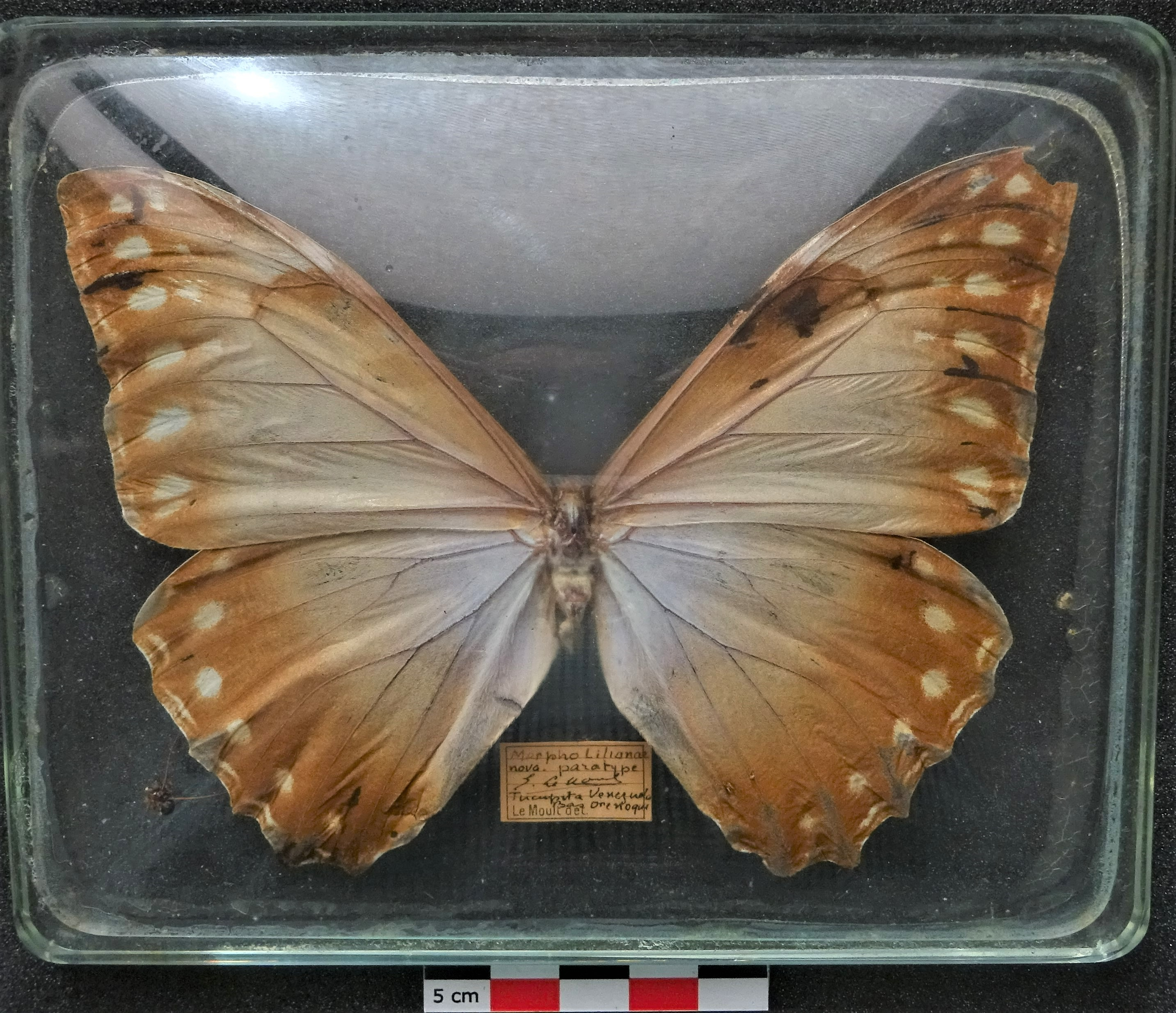
Paratype de Morpho lilianae, Le Moult, 1927. Collection du muséum d'histoire naturelle de Bourges.

Morpho telemachus ssp; présent au Brésil.

### Protection
Pas de statut de protection particulier